# Preddvor község
Preddvor község (szlovén nyelven Občina Preddvor) Szlovénia 212 alapfokú közigazgatási egységének, azaz községének egyike a Gorenjska statisztikai régióban. A községet 1994-ben alapították. Adminisztratív központja Preddvor város.
A község 1994. október 3-án jött létre, amikor a korábbi nagyobb Kranj községet Cerklje na Gorenjskem, Kranj, Naklo, Preddvor és Šenčur községekre osztották. A község mérete 1998. augusztus 7-én csökkent, amikor területéből létrehozták Jezersko községet.

## A községhez tartozó települések
A községhez Preddvor székhelyen kívül a következő települések tartoznak:
- Bašelj
- Breg ob Kokri
- Hraše pri Preddvoru
- Hrib
- Kokra
- Mače
- Možjanca
- Nova Vas
- Potoče
- Spodnja Bela
- Srednja Bela
- Tupaliče
- Zgornja Bela

## Népesség
| Lakosok száma | 3474 | 3438 | 3545 | 3567 | 3549 | 3568 | 3592 | 3596 | 3697 | 3776 |
|               | 2008 | 2009 | 2011 | 2012 | 2013 | 2015 | 2016 | 2017 | 2019 | 2020 |